# 橋尾直和
橋尾 直和（はしお なおかず、1960年 - ）は、日本の教育学者。高知県立大学文化学部教授。ハワイ大学イースト・ウェストセンター客員研究員。華中師範大学交換研究員。
琉球大学教育学部卒業。鳴門教育大学大学院学校教育研究科修士課程修了。東京都立大学 (1949-2011)大学院人文科学研究科博士課程単位取得退学。兵庫県神戸市出身。

## 経歴
四国女子大学短期大学部（現四国大学）文科非常勤講師、東京都立大学人文学部国文学科国語学講座助手、高知女子大学文学部国文学科講師、高知女子大学文学部国文学科助教授、高知女子大学文化学部文化学科助教授、高知女子大学（現高知県立大学）文化学部文化学科准教授を経て現在は同大学教授に就任している。就任中、論文の盗用が問題となり、懲戒されたが、現在は復職している。
2001年より四万十・流域圏学会理事に就任。2009年にTBS系で放送されたテレビドラマ『JIN-仁-』では土佐弁監修を務めた。

## 受賞
- 1992年度理論言語学賞(1993年)
- 第16回沖縄タイムス出版文化賞特別賞(1995年)

## 所属学会
- 国語学会
- 日本言語学会
- 日本音声学会
- 鳴門教育大学国語教育学会
- 都立大学方言学会
- 社会言語科学会
- 流域圏学会[1]。

## 著書
- 『関西方言の広がりとコミュニケーションの行方』（2005年、和泉書院）
- 『高知県の不思議事典』（2006年、新人物往来社）
- 『声とかたちのアイヌ・琉球史』（2007年、森話社）
- 『日本語の探求限りなきことばの知恵』（2008年、北斗書房）
- 『ユーラシアの再発見ユーラシア地域言語論』（2009年、京都産業大学）